# Leanid Taranienka
Leanid Arkadzjewicz Taranienka (biał. Леанід Аркадзьевіч Тараненка; ros. Леонид Аркадьевич Тараненко, Leonid Arkadjewicz Taranienko; ur. 13 czerwca 1956 w Małorycie na Białorusi) – białoruski sztangista reprezentujący ZSRR.
Na Igrzyskach Olimpijskich w 1980 w Moskwie zdobył złoty medal w wadze do 110 kg, podnosząc łącznie w rwaniu i podrzucie 422,5 kg, ustanawiając tym samym rekord świata i rekord olimpijski. W tym samym roku zdobył też mistrzostwo świata i Europy. Z powodu bojkotu ogłoszonego przez ZSRR nie uczestniczył w Igrzysk Olimpijskich w Los Angeles. Następnie przeniósł się do wyższej kategorii wagowej (powyżej 110 kg). Z kolejnych Igrzysk wycofał się, oficjalnie z powodu kontuzji, jednak w tym samym roku, 26 listopada 1988 w Canberze w Australii ustanowił rekord świata w podrzucie (266 kg) i łącznie (475 kg).
W 1992 reprezentował Wspólnotę Niepodległych Państw na Igrzyskach Olimpijskich w Barcelonie. Zdobył tam srebrny medal, podnosząc łącznie 425 kg.
W 1990 zdobył swój drugi tytuł mistrza świata. W latach 1988, 1991 i 1996 był też mistrzem Europy.
Zdobywał też mistrzostwo ZSRR w latach 1979, 1983, 1986 i 1987.